# Psychocidaridae
De Psychocidaridae zijn een familie van uitgestorven zee-egels uit de orde Cidaroida.

## Geslachten
- Balanocidaris Lambert, 1910 †
- Caenocidaris Thiéry, 1928 †
- Roseicidaris Vadet, 1991 †
- Sardocidaris Lambert, 1907 †
- Tylocidaris Pomel, 1883 †